# Абрамов Вадим Карленович
Вадим Абрамов (узб. Vadim Abramov, нар. 5 серпня 1962, Баку) — радянський футболіст, що грав на позиції півзахисника. По завершенні ігрової кар'єри — узбецький тренер, що очолював збірну Узбекистану.

## Ігрова кар'єра
Починав займатися футболом у футбольній школі «Нефтчі» з рідного Баку. Виступаючи за юнацьку збірну Азербайджанської РСР, привернув увагу тренера Анатолія Заяєва із сімферопільської «Таврії», який 1979 року запросив юнака до своєї команди. Утім перший досвід дорослого футболу отримав в іншій кримській команді, друголіговій «Атлантиці», до якої вслід за тренером перейшов наступного, 1980 року.
Повернувшись 1981 року до Баку, був призваний до армії і спрямований на війну в Афганістані. Демобілізувавшись, вирішив повернутися до футболу і зайнявся пошуком команди в Узбецькій РСР, де проводив відпуску під час військової служби. 1984 року став гравцем місцевої друголігової команди «Наримановець». Згодом змінив ще декілька нижчолігових команд, зокрема грав за «Єшлик» та «Сохібкор», у складі якого і завершив кар'єру футболіста у 1988 році.

## Кар'єра тренера
Завершивши виступи на футбольному полі, 1988 року отримав запрошення від Сергія Доценка, новопризначеного начальника команди ташкентського «Пахтакора», стати його заступником. Згодом працював адміністратором цієї команди. На початку 1990-х був тренером-селекціонером у клубі «Нефтчі» (Фергана), після чого зосередився на бізнес-діяльності.
Повернувся до футболу 2000 року, ставши головним тренером «НБУ-Азія» (Ташкент), згодом також працював з іншими столичними командами — «Трактором» і «Локомотивом», а також був асистентом головного тренера головної збірної Узбекистану і очільником тренерського штабу олімпійської команди країни.
Протягом 2010–2012 років очолював тренерський штаб національної збірної Узбекистану, після чого повернувся на клубну роботу — тренував казахстанську «Астану», знову працював з ташкентським «Локомотивом».
Наступним місцем тренерської роботи був «Нефтчі» (Фергана), головним тренером команди якого Вадим Абрамов був протягом 2017 року, а на початку 2019 року спеціаліст був призначений головним тренером «Буньодкора». Тренував цю команду до укінця 2020 року. З вересня 2019 року за сумісництвом очолював тренерський штаб збірної Узбекистану. Друга каденція Абрамова на чолі узбецької збірної тривала до літа 2021 року.

## Титули і досягнення
- Чемпіон Узбекистану (4):

«Нефтчі» (Фергана): 1992, 1993, 1994, 1995
- Володар Кубка Узбекистану (2):

«Нефтчі» (Фергана): 1994
«Локомотив»: 2014
- Володар Суперкубка Узбекистану (1):

«Локомотив»: 2015
- Тренер року в Узбекистані: 2011, 2019